# Bernt Ivegren
Bernt Elof "Svarten" Ivegren, född 21 september 1923, död 11 september 2009 i Huddinge kommun, var en svensk fotbollsspelare (centerhalv).
Ivegren spelade först för Värtans IK. Han gick i slutet av 1940-talet till Djurgårdens IF, där han mellan 1949 och 1954 gjorde sammanlagt 88 allsvenska matcher (inga mål).
År 1951 spelade Ivegren en A-landskamp för Sverige. Han spelade också två B-landskamper.